# Salma Paralluelo
Salma Celeste Paralluelo Ayingono (Saragozza, 13 novembre 2003) è una calciatrice ed ex velocista spagnola, attaccante del Barcellona e della nazionale spagnola.
Pur ancora giovane, oltre ad aver conseguito diversi trofei con le nazionali di calcio giovanile della Spagna, un campionato europeo e uno mondiale con l'Under-17 più un secondo mondiale con l'Under-20, ha vinto due medaglie d'oro nell'atletica leggera al Festival olimpico della gioventù europea.

## Biografia
Nata il 13 novembre 2003 a Saragozza, Paralluelo è figlia di padre spagnolo (Jaime, originario della Catalogna) e di madre equatoguineana (Diosdada Ayingono, "Menchu"). La madre si era trasferita dall'Africa centrale in Spagna perché aveva un figlio (Florencio Eworo, avuto da una precedente relazione) con un'insufficienza congenita e voleva che fosse curato meglio per i suoi gravi problemi di vista. Paralluelo ha due fratelli, José Jaime e Lorenzo, entrambi calciatori. Il suo fratellastro, Florencio Eworo, è scomparso a Saragozza nel dicembre 2012, all'età di 21 anni, e il suo corpo è stato ritrovato il mese successivo.

## Carriera

### Atletica leggera
Come atleta Paralluelo ha iniziato la sua carriera nella sua città di residenza, Saragozza, presso il club Atletismo San José, per entrare poco dopo a far parte del club Scorpio-71, sempre nel capoluogo dell'Aragona, anche se alla fine del 2019 si è trasferita al Playas de Castellón. Dopo essere stata più volte campionessa di Spagna nelle categorie inferiori, ha vinto la sua prima medaglia nella categoria assoluta ai campionati spagnoli di atletica leggera indoor 2019, vincendo il bronzo nei 400 metri con un tempo di 53"83, record spagnolo nelle categorie sub-18 e sub-20; A 15 anni e 3 mesi, è stata l'atleta più giovane a vincere una medaglia nazionale nella categoria assoluta dopo Isabel Mozún nel 1974. Il tempo ottenuto le ha permesso anche di partecipare al Campionato Europeo dello stesso anno, diventando la seconda atleta più giovane nella storia del torneo dopo la marciatrice norvegese Kjersti Tysse, senza tuttavia riuscire in quell'occasione a superare il primo turno.
Nella stagione outdoor, nella terza gara di tutta la sua vita sui 400 metri ostacoli, all'interno del Meeting Iberoamericano di atletica leggera di Huelva, ha ottenuto un tempo di 57"43, battendo il miglior punteggio spagnolo Under 18 di tutti i tempi ed essendo anche il miglior record mondiale Under 18 dell'anno. Con questo record è stata selezionata per partecipare al XV Festival olimpico estivo della gioventù europea, dove ha vinto medaglie d'oro nei 400 ostacoli e nella staffetta mista, prova in cui ha stabilito un nuovo miglior record spagnol Under-18 (2:08"53) insieme a Laura Pintiel, Esperança Cladera e Carmen Avilés. Nella categoria assoluta ha fatto parte della squadra spagnola nel Campionato Europeo per Nazioni, classificandosi decima nei 400 metri ostacoli e settima nei 4×400.
Dopo aver limitato, causa le restrizioni alla diffusione della pandemia di COVID-19 tra il 2020 e il 2021, la partecipazione a tornei e aver subito in aprile di quest'ultimo anno un grave infortunio al ginocchio, nel luglio 2022 ha annunciato che avrebbe lasciato l'atletica di alto livello per dedicarsi esclusivamente al calcio.

### Calcio

#### Club
Dopo aver fatto le sue prime esperienze con il calcio nel San José, Paralluelo si lega al Saragozza, società con la quale oltre a essere inserita in rosa con le giovanili viene ben presto aggregata alla squadra titolare, esordendo in Segunda División Femenina, secondo livello del campionato spagnolo di categoria, all'età di 15 anni, l'età minima per competere a livello nazionale. Qui vi rimane fino all'estate 2019, alternando presenze tra giovanili, squadra titolare e squadra riserve (Saragozza B).
Durante la sessione estiva di calciomercato 2019 decide di trasferirsi al neopromosso Villarreal, continuando a giocare nella divisione cadetta spagnola. Iscritta al gruppo Sur B, la sua squadra riesce a imporsi sulle avversarie e a ottenere la promozione in Primera División per la stagione 2021-2022.
Nell'ottobre del 2023, viene inclusa fra le dieci finaliste del premio European Golden Girl, assegnato dal quotidiano Tuttosport alla miglior giocatrice Under-21 militante in un campionato europeo.
Il 4 settembre 2024 viene inserita nella lista delle trenta candidate al Pallone d'oro femminile, classificandosi poi terza dietro le due compagne di squadra Aitana Bonmatí e Caroline Graham Hansen.

#### Nazionale
Nel 2023 viene convocata per il vittorioso mondiale disputato in Australia e Nuova Zelanda, manifestazione in cui va in rete in due occasioni, nei quarti di finale ed in semifinale, e scende in campo da titolare anche nella finale, vinta 1-0 sull'Inghilterra.

## Statistiche

### Presenze e reti nei club
Statistiche aggiornate al 7 giugno 2025.
| Stagione                  | Squadra                   | Campionato                | Campionato | Campionato | Coppe nazionali | Coppe nazionali | Coppe nazionali | Coppe continentali | Coppe continentali | Coppe continentali | Altre coppe | Altre coppe | Altre coppe | Totale | Totale |
| Stagione                  | Squadra                   | Comp                      | Pres       | Reti       | Comp            | Pres            | Reti            | Comp               | Pres               | Reti               | Comp        | Pres        | Reti        | Pres   | Reti   |
| ------------------------- | ------------------------- | ------------------------- | ---------- | ---------- | --------------- | --------------- | --------------- | ------------------ | ------------------ | ------------------ | ----------- | ----------- | ----------- | ------ | ------ |
| 2019-2020                 | Villarreal                | SD                        | ?          | ?          | -               | -               | -               | -                  | -                  | -                  | -           | -           | -           | ?      | ?      |
| 2020-2021                 | Villarreal                | SD                        | ?          | ?          | -               | -               | -               | -                  | -                  | -                  | -           | -           | -           | ?      | ?      |
| 2021-2022                 | Villarreal                | PD                        | 8          | 3          | CS              | 1               | 0               | -                  | -                  | -                  | -           | -           | -           | 9      | 3      |
| Totale Turbine Villarreal | Totale Turbine Villarreal | Totale Turbine Villarreal | 8          | 3          |                 | 1               | 0               | -                  | -                  | -                  | -           | -           | -           | 9      | 3      |
| 2022-2023                 | Barcellona                | PD                        | 18         | 11         | CR              | 0               | 0               | UWCL               | 9                  | 1                  | SS          | 2           | 1           | 29     | 13     |
| 2023-2024                 | Barcellona                | PD                        | 19         | 20         | CR              | 4               | 4               | UWCL               | 11                 | 6                  | SS          | 2           | 4           | 36     | 34     |
| 2024-2025                 | Barcellona                | PD                        | 17         | 7          | CR              | 5               | 2               | UWCL               | 7                  | 4                  | CC+SS       | 0+2         | 0           | 31     | 13     |
| Totale Barcellona         | Totale Barcellona         | Totale Barcellona         | 54         | 38         | -               | 9               | 6               | -                  | 29                 | 11                 | -           | 6           | 5           | 98     | 60     |
| Totale carriera           | Totale carriera           | Totale carriera           | 62         | 41         | -               | 10              | 6               | -                  | 29                 | 11                 | -           | 6           | 5           | 107    | 63     |

### Cronologia presenze e reti in nazionale
| Cronologia completa delle presenze e delle reti in nazionale ― Spagna | Cronologia completa delle presenze e delle reti in nazionale ― Spagna | Cronologia completa delle presenze e delle reti in nazionale ― Spagna | Cronologia completa delle presenze e delle reti in nazionale ― Spagna | Cronologia completa delle presenze e delle reti in nazionale ― Spagna | Cronologia completa delle presenze e delle reti in nazionale ― Spagna | Cronologia completa delle presenze e delle reti in nazionale ― Spagna | Cronologia completa delle presenze e delle reti in nazionale ― Spagna |
| Data                                                                  | Città                                                                 | In casa                                                               | Risultato                                                             | Ospiti                                                                | Competizione                                                          | Reti                                                                  | Note                                                                  |
| --------------------------------------------------------------------- | --------------------------------------------------------------------- | --------------------------------------------------------------------- | --------------------------------------------------------------------- | --------------------------------------------------------------------- | --------------------------------------------------------------------- | --------------------------------------------------------------------- | --------------------------------------------------------------------- |
| 11-11-2022                                                            | Badajoz                                                               | Spagna                                                                | 7 – 0                                                                 | Argentina                                                             | Amichevole                                                            | 3                                                                     | 65’                                                                   |
| 15-11-2022                                                            | Siviglia                                                              | Spagna                                                                | 1 – 0                                                                 | Giappone                                                              | Amichevole                                                            | -                                                                     | 90+1’                                                                 |
| 16-2-2023                                                             | Gosford                                                               | Spagna                                                                | 3 – 0                                                                 | Giamaica                                                              | Amichevole                                                            | -                                                                     | 46’                                                                   |
| 19-2-2023                                                             | Sydney                                                                | Australia                                                             | 3 – 2                                                                 | Spagna                                                                | Amichevole                                                            | -                                                                     | 77’                                                                   |
| 22-2-2023                                                             | Newcastle                                                             | Rep. Ceca                                                             | 0 – 3                                                                 | Spagna                                                                | Amichevole                                                            | -                                                                     | 58’                                                                   |
| 6-4-2023                                                              | Madrid                                                                | Spagna                                                                | 4 – 2                                                                 | Norvegia                                                              | Amichevole                                                            | 2                                                                     | 70’                                                                   |
| 5-7-2023                                                              | Horsens                                                               | Danimarca                                                             | 0 – 2                                                                 | Spagna                                                                | Amichevole                                                            | 1                                                                     | 73’                                                                   |
| 14-7-2023                                                             | Auckland                                                              | Vietnam                                                               | 0 – 9                                                                 | Spagna                                                                | Amichevole                                                            | 2                                                                     |                                                                       |
| 21-7-2023                                                             | Sydney                                                                | Spagna                                                                | 3 – 0                                                                 | Costa Rica                                                            | Mondiali 2023 - 1º turno                                              | -                                                                     | 78’                                                                   |
| 26-7-2023                                                             | Auckland                                                              | Spagna                                                                | 5 – 0                                                                 | Zambia                                                                | Mondiali 2023 - 1º turno                                              | -                                                                     | 46’                                                                   |
| 31-7-2023                                                             | Sydney                                                                | Giappone                                                              | 4 – 0                                                                 | Spagna                                                                | Mondiali 2023 - 1º turno                                              | -                                                                     | 81’                                                                   |
| 5-8-2023                                                              | Wellington                                                            | Svizzera                                                              | 1 – 5                                                                 | Spagna                                                                | Mondiali 2023 - Ottavi di finale                                      | -                                                                     | 84’                                                                   |
| 11-8-2023                                                             | Sydney                                                                | Spagna                                                                | 2 – 1 dts                                                             | Paesi Bassi                                                           | Mondiali 2023 - Quarti di finale                                      | 1                                                                     | 72’                                                                   |
| 15-8-2023                                                             | Auckland                                                              | Spagna                                                                | 2 – 1                                                                 | Svezia                                                                | Mondiali 2023 - Semifinale                                            | 1                                                                     | 57’                                                                   |
| 20-8-2023                                                             | Sydney                                                                | Spagna                                                                | 1 – 0                                                                 | Inghilterra                                                           | Mondiali 2023 - Finale                                                | -                                                                     | 78’                                                                   |
| 27-10-2023                                                            | Salerno                                                               | Italia                                                                | 0 – 1                                                                 | Spagna                                                                | UEFA Women's Nations League 2023-2024 - 1º turno                      | -                                                                     | 46’                                                                   |
| 31-10-2023                                                            | Zurigo                                                                | Svizzera                                                              | 1 – 7                                                                 | Spagna                                                                | UEFA Women's Nations League 2023-2024 - 1º turno                      | 1                                                                     |                                                                       |
| 1-12-2023                                                             | Pontevedra                                                            | Spagna                                                                | 2 – 3                                                                 | Italia                                                                | UEFA Women's Nations League 2023-2024 - 1º turno                      | -                                                                     |                                                                       |
| 5-12-2023                                                             | Malaga                                                                | Spagna                                                                | 5 – 3                                                                 | Svezia                                                                | UEFA Women's Nations League 2023-2024 - 1º turno                      | 1                                                                     |                                                                       |
| 23-2-2024                                                             | Badajoz                                                               | Spagna                                                                | 3 – 0                                                                 | Paesi Bassi                                                           | UEFA Women's Nations League 2023-2024 - Semifinale                    | -                                                                     | 83’                                                                   |
| 28-2-2024                                                             | Siviglia                                                              | Spagna                                                                | 2 – 0                                                                 | Francia                                                               | UEFA Women's Nations League 2023-2024 - Finale                        | -                                                                     |                                                                       |
| 5-4-2024                                                              | Lovanio                                                               | Belgio                                                                | 0 – 7                                                                 | Spagna                                                                | Qual. Euro 2025                                                       | 3                                                                     |                                                                       |
| 9-4-2024                                                              | Burgos                                                                | Spagna                                                                | 3 – 1                                                                 | Rep. Ceca                                                             | Qual. Euro 2025                                                       | -                                                                     | 61’                                                                   |
| 31-5-2024                                                             | Vejle                                                                 | Danimarca                                                             | 0 – 2                                                                 | Spagna                                                                | Qual. Euro 2025                                                       | -                                                                     | 65’                                                                   |
| 4-6-2024                                                              | Tenerife                                                              | Spagna                                                                | 3 – 2                                                                 | Danimarca                                                             | Qual. Euro 2025                                                       | -                                                                     |                                                                       |
| 12-7-2024                                                             | Chomutov                                                              | Rep. Ceca                                                             | 2 – 1                                                                 | Spagna                                                                | Qual. Euro 2025                                                       | -                                                                     |                                                                       |
| 25-7-2024                                                             | Nantes                                                                | Spagna                                                                | 2 – 1                                                                 | Giappone                                                              | Olimpiadi 2024 - 1º turno                                             | -                                                                     |                                                                       |
| 28-7-2024                                                             | Nantes                                                                | Spagna                                                                | 1 – 0                                                                 | Nigeria                                                               | Olimpiadi 2024 - 1º turno                                             | -                                                                     |                                                                       |
| 31-7-2024                                                             | Bordeaux                                                              | Brasile                                                               | 0 – 2                                                                 | Spagna                                                                | Olimpiadi 2024 - 1º turno                                             | -                                                                     | 46’                                                                   |
| 3-8-2024                                                              | Lione                                                                 | Spagna                                                                | 2 – 2 (4 – 2 dtr)                                                     | Colombia                                                              | Olimpiadi 2024 - Quarti di finale                                     | -                                                                     |                                                                       |
| 6-8-2024                                                              | Marsiglia                                                             | Brasile                                                               | 4 – 2                                                                 | Spagna                                                                | Olimpiadi 2024 - Semifinale                                           | 1                                                                     |                                                                       |
| 9-8-2024                                                              | Décines-Charpieu                                                      | Spagna                                                                | 0 – 1                                                                 | Germania                                                              | Olimpiadi 2024 - Finale 3º posto                                      | -                                                                     |                                                                       |
| 21-2-2025                                                             | Valencia                                                              | Spagna                                                                | 3 – 2                                                                 | Belgio                                                                | UEFA Women's Nations League 2025 - 1° turno                           | -                                                                     | 82’                                                                   |
| 26-2-2025                                                             | Wembley                                                               | Inghilterra                                                           | 1 – 0                                                                 | Spagna                                                                | UEFA Women's Nations League 2025 - 1° turno                           | -                                                                     | 83’                                                                   |
| 4-4-2025                                                              | Paços de Ferreira                                                     | Portogallo                                                            | 2 – 4                                                                 | Spagna                                                                | UEFA Women's Nations League 2025 - 1° turno                           | -                                                                     | 65’ 90+3’                                                             |
| 8-4-2025                                                              | Vigo                                                                  | Spagna                                                                | 7 – 1                                                                 | Portogallo                                                            | UEFA Women's Nations League 2025 - 1° turno                           | 1                                                                     | 46’                                                                   |
| 30-5-2025                                                             | Lovanio                                                               | Belgio                                                                | 1 – 5                                                                 | Spagna                                                                | UEFA Women's Nations League 2025 - 1° turno                           | -                                                                     | 77’                                                                   |
| 3-6-2025                                                              | Cornellà de Llobregat                                                 | Spagna                                                                | 2 – 1                                                                 | Inghilterra                                                           | UEFA Women's Nations League 2025 - 1° turno                           | -                                                                     | 58’                                                                   |
| 27-6-2025                                                             | Leganés                                                               | Spagna                                                                | 3 – 1                                                                 | Giappone                                                              | Amichevole                                                            | -                                                                     | 76’                                                                   |
| 3-7-2025                                                              | Berna                                                                 | Spagna                                                                | 5 – 0                                                                 | Portogallo                                                            | Euro 2025 - 1° turno                                                  | -                                                                     | 66’                                                                   |
| 7-7-2025                                                              | Thun                                                                  | Spagna                                                                | 6 – 2                                                                 | Belgio                                                                | Euro 2025 - 1° turno                                                  | -                                                                     | 81’                                                                   |
| 11-7-2025                                                             | Berna                                                                 | Italia                                                                | 1 – 3                                                                 | Spagna                                                                | Euro 2025 - 1° turno                                                  | -                                                                     | 76’                                                                   |
| 18-7-2025                                                             | Berna                                                                 | Spagna                                                                | 2 – 0                                                                 | Svizzera                                                              | Euro 2025 - Quarti di finale                                          | -                                                                     | 77’                                                                   |
| 23-7-2025                                                             | Zurigo                                                                | Germania                                                              | 0 – 1 dts                                                             | Spagna                                                                | Euro 2025 - Semifinale                                                | -                                                                     | 68’ 111’                                                              |
| 27-7-2025                                                             | Basilea                                                               | Inghilterra                                                           | 1 – 1 dts (3 - 1 dtr)                                                 | Spagna                                                                | Euro 2025 - Finale                                                    | -                                                                     | 89’                                                                   |
| Totale                                                                |                                                                       | Presenze                                                              | 45                                                                    |                                                                       | Reti                                                                  | 17                                                                    |                                                                       |

## Palmarès

### Club

#### Trofei nazionali
- Campionato spagnolo di seconda divisione: 1

Villarreal: 2020-2021 (Gruppo Sur B)
- Coppa della Regina: 2

Barcellona: 2023-2024, 2024-2025
- Supercoppa spagnola: 3

Barcellona: 2022, 2024, 2025
- Campionato spagnolo: 3

Barcellona: 2022-2023, 2023-2024, 2024-2025

#### Competizioni internazionali
- UEFA Women's Champions League: 2

Barcellona: 2022-2023, 2023-2024

### Nazionale
- Campionato d'Europa under 17: 1

Campione: 2018
- Campionato mondiale under 17: 1

Campione: 2018
- Campionato mondiale under 20: 1

Campione: 2022
- Campionato mondiale: 1

2023
- UEFA Women's Nations League: 1

2023-2024

### Individuale
- Migliore giovane calciatrice al campionato mondiale: 1

2023